# Tovomita longifolia
Tovomita longifolia là một loài thực vật có hoa trong họ Bứa. Loài này được (Rich.) Hochr. miêu tả khoa học đầu tiên năm 1919.